# Liancourtöarna

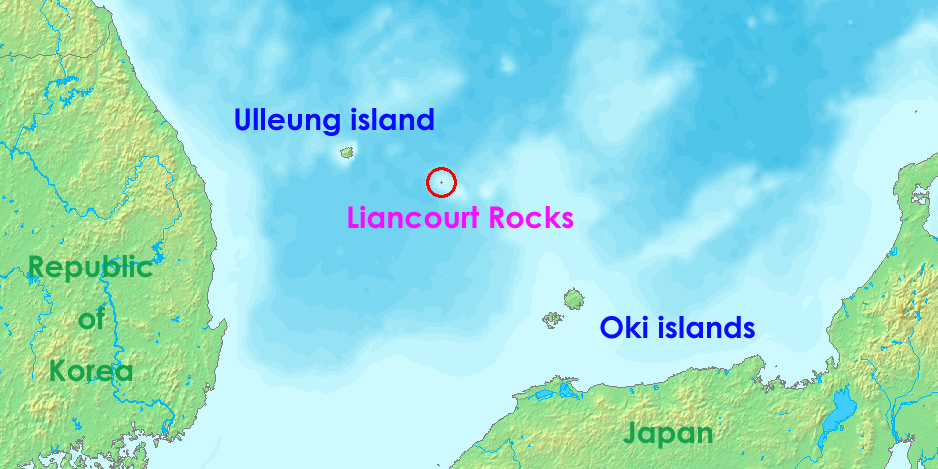
Lägeskarta

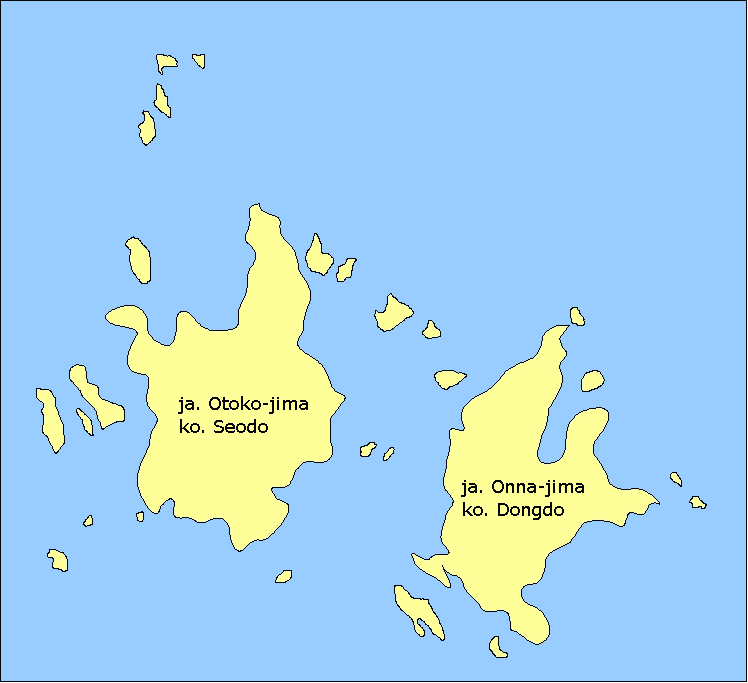
Karta över Liancourtöarna.

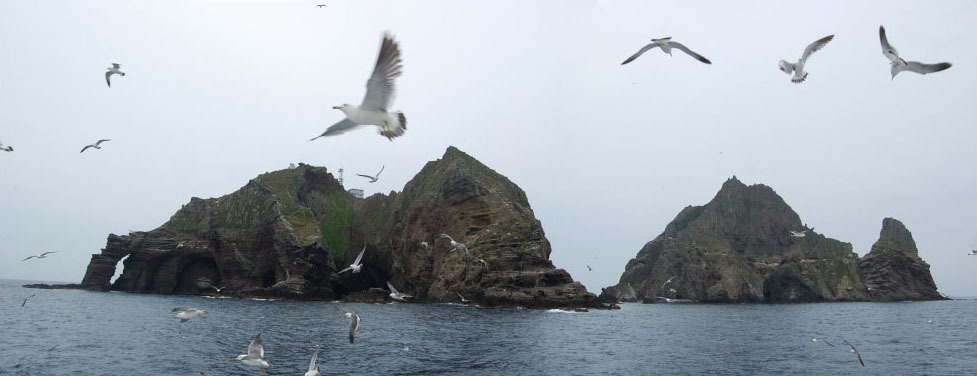
Liancourtöarna sedd från en nordlig synvinkel.

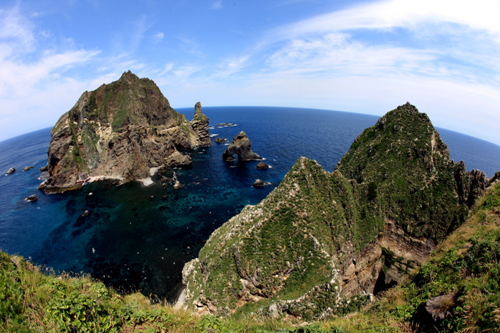
Utsikten från en av klipporna på Liancourtöarna en lugn dag.

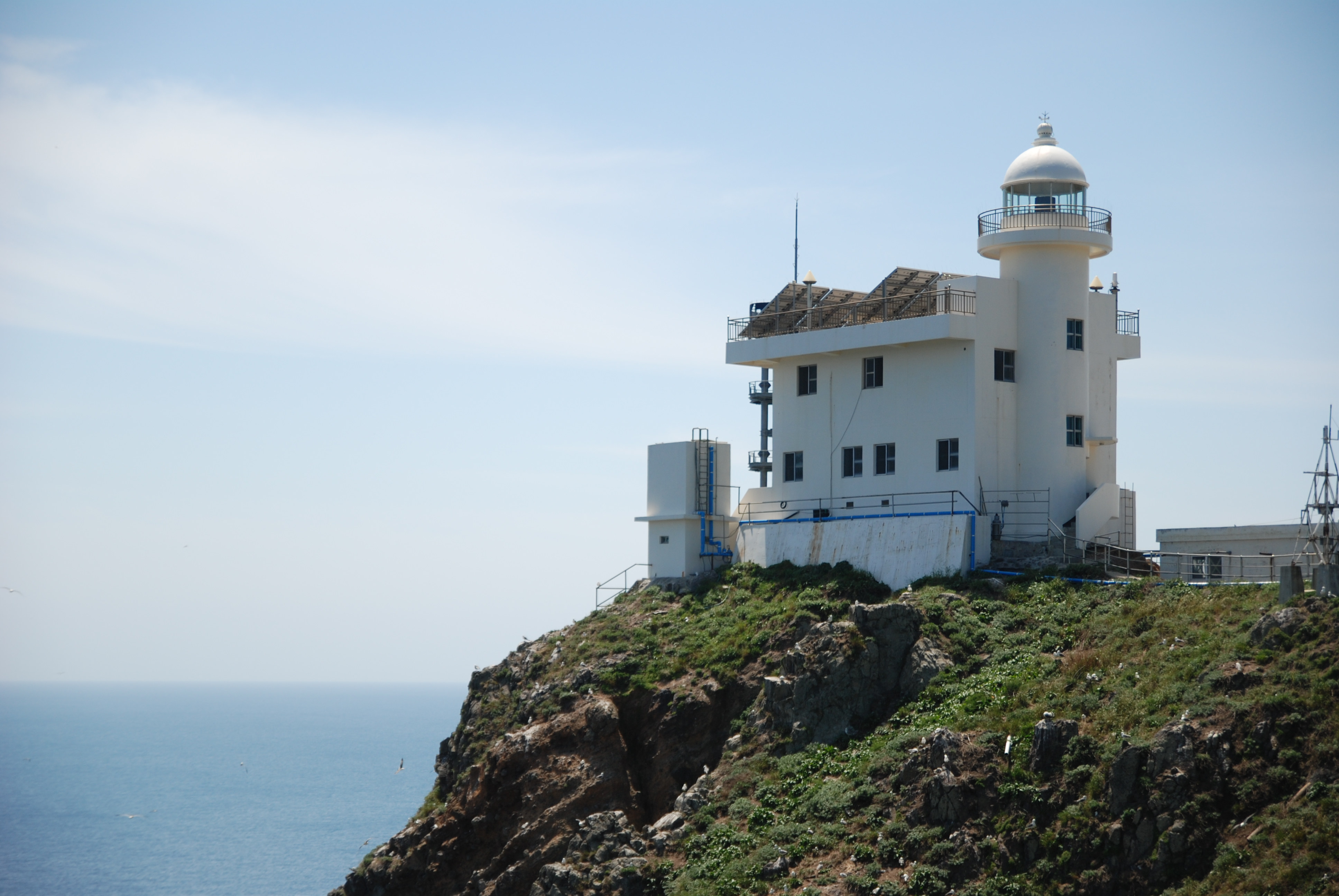
Sydkoreansk vaktbyggnad med fyrtorn på Liancourtöarna.

Liancourtöarna (japanska 竹島, Takeshima, "Bambuöarna"; koreanska 독도; Dokdo eller Tok-Do, "Ensamma öarna") är en ögrupp i nordvästra Japanska havet som förvaltas av Sydkorea, men som även Japan gör anspråk på.
Konflikten mellan de två länderna om öarna gör att man i andra länder av neutralitetsskäl nu ofta väljer att kalla dem "Liancourtöarna", efter det namn de fick på franska ("Rochers Liancourt") sedan det franska valfångstfartyget Le Liancourt "upptäckte" ögruppen 1849. De kallas till exempel på engelska "Liancourt Rocks", på spanska "Rocas de Liancourt", på italienska "Rocce di Liancourt" och på tyska "Liancourt-Felsen".

## Geografi
Liancourtöarna ligger i Japanska havet, 226 km öster om Koreahalvön, 87 km sydöst om den koreanska ön Ulleungdo, 223 km norr om den japanska huvudön Honshu och 157 km nordväst om den japanska ögruppen Okiöarna.
Havet kring öarna är mycket rikt på fisk och förmodas även ha stora naturgasfyndigheter.
De obebodda klippöarna är av vulkaniskt ursprung och har en area på 0,19 km² (187 500 m²). Ögruppen består av 2 huvudöar, som ligger ungefär 150 m från varandra och 33 kringliggande småklippor. De två huvudöarna är:
- Seodo eller Suhdo (japanska Otokojima) som är den nordvästra ön och som har en yta på ca. 0,089 km² (88 700 m²), omkrets på 2,6 km och högsta höjd på 168 m ö.h..
- Dongdo (japanska Onnajima) som är den sydöstra ön och som har en yta på 0,073 km² (73 300 m²), omkrets på 2,8 km och högsta höjd på 98 m ö.h..

Förvaltningsmässigt utgör ögruppen såväl en del av den sydkoreanska Norra Gyeongsang-provinsen (köpingen Ulleung-eup) som en del av den japanska prefekturen Shimane.

## Historia
Det är osäkert när öarna upptäcktes. De första dokumenterade omnämnandena finns i den koreanska boken Samguk Sagi från 1145 under namnet Usan-guk och dateras till Sillaperioden, troligen kring år 512.
De första japanska omnämnandena finns från 1667 under namnet Onshu shicho goki.
Det europeiska namnet härstammar från 1849 då besättningen på det franska valfångsfartyget "Liancourt" upptäckte ögruppen och döpte den efter fartyget.
1855 upptäckte även det brittiska fartyget "HMS Hornet" under befäl av kapten Charles Elliot ögruppen och döpte den i sin tur efter fartyget.
1905 annekterades ögruppen av Japan och under andra världskriget användes området som militärbas.
Efter andra världskriget ockuperades området av USA som förvaltade öarna från 1946 fram till 1953. Under denna tid användes området till bombövningar. I Fredsfördraget i San Francisco 1952 reglerades dock inte detta område.
Den 20 april 1953 anlade Sydkorea en kustbevakningsstation på Dongdoön vars personal dock fördrevs den 27 juni av japansk kustbevakningspersonal som i sin tur fördrevs av koreansk personal den 21 april 1954. Samma år byggdes en 104 m hög fyr vid byggnaden på Dongdoön och Korea har förvaltat området sedan dess. Den 10 augusti 2012 blev Lee Myung-bak den första sydkoreanska presidenten att besöka ögruppen. Detta ledde till att Japan kallade hem sin ambassadör från Sydkorea och att de två ländernas finansministermöte blev inställt.